# Рупрехт фон Лауренбург
Рупрехт фон Лауренбург (на немски: Ruprecht von Laurenburg, Rupert, Robert, * ок. 1050; † ок. 1110) е от 1097 г. граф в Зигерланд и от 1079 до 1089 г. фогт в Зиген на архиепископа на Майнц, граф на Лауренбург.

## Деца
Той има най-малко трима сина:
- Дудо-Хайнрих (1060 – 1123), от 1093 г. граф на Лауренбург
- Удалрих (Улрих)
- Друтвин III (1093 – 1117), господар на Милен.